# Cancellati
La definizione di "cancellati" (in sloveno: izbrisani) è una denominazione utilizzata nei media, per un gruppo di persone in Slovenia che dopo l'indipendenza del paese nel 1991 rimasero senza uno status giuridico.

## Storia
Nel 1991, subito dopo la dichiarazione d'indipendenza da parte della Slovenia del 25 giugno, ai circa 200.000 residenti della Slovenia che avevano la cosiddetta cittadinanza di altre repubbliche dell'ex Jugoslavia, "cittadinanza della repubblica" che era uno status puramente formale, per cui molti ignoravano esistesse poiché non comportava alcuna conseguenza giuridica, fu concessa la possibilità di ottenere, tramite semplice domanda, la cittadinanza del nuovo stato indipendente, mentre per coloro che avessero scelto di non avvalersi di tale possibilità, la legge imponeva di registrarsi come "stranieri" (termine legale che denota i residenti permanenti senza cittadinanza). 170.000 persone presentarono la domanda, ottenendo la cittadinanza già prima delle elezioni del 1992. Alcune migliaia scelsero la seconda opzione. Tutti quelli invece che non si registrarono come "stranieri", vennero radiati dal "Registro di residenza permanente" nel febbraio 1992, perdendo tutti i diritti sociali, civili e politici. Questa azione di stampo puramente amministrativo (e quindi senza alcuna possibilità di ricorso) e senza alcuna base legale, colpì, secondo stime ufficiose, intorno a 18.000 persone; tra queste alcune avevano effettivamente lasciato il paese, mentre altre erano semplicemente ignare della previsione legale che imponeva loro di confermare il loro status tramite una nuova domanda.
Nel 1999 la Corte costituzionale slovena dichiarò l'atto della "cancellazione" illegale e anticostituzionale, annullando le sue conseguenze giuridiche. Nello stesso anno il Parlamento sloveno promulgò una legge che offrì ai "cancellati" la possibilità di riottenere la residenza, ma solo a chi risiedeva permanentemente in territorio sloveno. La Corte costituzionale abrogò tale legge come anche un altro tentativo nello stesso senso. Nel 2003 la Corte dichiarò anticostituzionale la previsione legale del 1992 che imponeva ai residenti sloveni con cittadinanza delle altre repubbliche jugoslave di iterare la domanda per ottenere lo status di "straniero", e ordinò la restituzione dello status di residenti a tutti i "cancellati" con funzione retroattiva (indipendentemente se essi in realtà non vivevano in Slovenia dopo il 1992). Molti giuristi (tra l'altro alcuni ex membri della Corte costituzionale e autori della Costituzione) criticarono duramente tale decisione; ne seguì una larga e dura polemica, nella quale il governo di centro-sinistra assunse gradualmente le posizioni prese della Corte costituzionale, mentre l'opposizione di centro-destra continuò a criticarle. Nel febbraio 2004 la maggioranza parlamentare promulgò una legge nei sensi della decisione della Corte (che però prevedeva la retroattività soltanto per coloro che erano già in possesso della residenza); due mesi più tardi, però, questa legge (detta "Legge tecnica sui cancellati") venne annullata tramite il referendum del 4 aprile 2004 (sostenuto dall'opposizione di centro-destra). Questo referendum venne fortemente contestato da alcune istituzioni dell'Unione Europea.
Al 2007 il numero dei "cancellati" è imprecisabile; il gruppo è frammentato in diverse categorie legali: alcuni hanno riottenuto la residenza e la cittadinanza, alcuni solo la residenza, alcuni sono stati espulsi, molti di essi vivono in Slovenia illegalmente. Secondo alcune stime sarebbero ancora 6.000 quelli senza alcun status legale, mentre molti di quelli che sono riusciti a riavere il diritto di residenza permanente hanno dovuto pagare pesantemente le conseguenze di anni di irregolarità. La questione è stata portata davanti alla Commissione europea, che tuttavia ha dichiarato di non averne competenza. Alcuni dei cancellati hanno fatto un ricorso collettivo alla Corte europea dei diritti umani di Strasburgo, sostenendo che "La cancellazione è un problema europeo, perché viola i diritti umani fondamentali previsti dalla Convenzione UE".

## Fonti
- Articolo su Osservatorio sui Balcani La sinistra europea e i cancellati sloveni Archiviato l'8 ottobre 2008 in Internet Archive.
- http://www.osservatoriobalcani.org/article/articleview/10856/1/50/[collegamento interrotto]